# Luis Gustavo Melere da Silva
Luis Gustavo Melere da Silva, meglio noto come Luisinho (Curitiba, 10 marzo 1991), è un calciatore brasiliano, centrocampista o ala del Boavista-RJ.

## Palmarès

### Competizioni nazionali
- Campeonato Brasileiro Série D: 1

Retrô: 2024